# Pawieł Małofiejew
Pawieł Rodionowicz Małofiejew (ros. Павел Родионович Малофеев, ur. 18 grudnia?/31 grudnia 1910 w Jelni, zm. 30 października 1983 w Swierdłowsku) – radziecki metalurg, Bohater Pracy Socjalistycznej (1966).

## Życiorys
W 1927 skończył szkołę-dziesięciolatkę, później pracował w zakładzie metalurgicznym w Jenakijewe, następnie był tokarzem w Swierdłowsku. Od 1932 w WKP(b), 1932-1934 służył w Armii Czerwonej, potem wrócił do pracy w Swierdłowsku jako tokarz, majster, starszy majster, zastępca szefa i szef warsztatu, główny mechanik, szef produkcji i główny inżynier Uralmaszzawoda (Uralskiej Fabryki Maszyn). W 1941 ukończył technikum budowy maszyn, a 1952 Uralski Instytut Politechniczny. Jako główny inżynier Uralmaszawoda założył Naukowo-Badawczy Instytut Maszyn Ciężkich, pierwszy w ZSRR instytut przy fabryce. Od 1963 do 1970 dyrektor Uralmaszzawoda im. Ordżonikidze, następnie na emeryturze. Od 8 kwietnia 1966 do 30 marca 1971 zastępca członka KC KPZR. Deputowany do Rady Najwyższej RFSRR 7 kadencji (1967–1971). Członek Komitetu Rejonowego, Komitetu Miejskiego i Komitetu Obwodowego KPZR w Swierdłowsku. Honorowy obywatel Jelni.

## Odznaczenia
- Medal Sierp i Młot Bohatera Pracy Socjalistycznej (9 lipca 1966)
- Order Lenina (dwukrotnie – 5 sierpnia 1944 i 9 lipca 1966)
- Order Czerwonego Sztandaru Pracy (17 października 1960)
- Order Wojny Ojczyźnianej II klasy (16 września 1945)
- Order Czerwonej Gwiazdy (20 stycznia 1943)
- Złoty Medal Wystawy Osiągnięć Gospodarki Narodowej ZSRR (trzykrotnie)

I medale.